# Нивала
Ни́вала (фин. Nivala) — город в провинции Северная Остроботния в Финляндии.
Численность населения составляет 11 014 человек (2010). Город занимает площадь 536,91 км² из которых водная поверхность составляет 8,93 км². Плотность населения — 20,86 чел/км².

## История
В 1945, 1969 и 2004 годах в городе проходили мероприятия Большого летнего собрания общины лестадиан.

## Известные уроженцы
- Ида Базилиер-Магельссен (1846–1928) - оперная певица (сопрано)
- Сараяс, Анна-Мари (1923—1985) — финский литературовед, профессор финской литературы. Доктор философии. Член Финской Академии науки и литературы . Лауреат Государственной литературной премии Финляндии 1981 года.